# HMS Penelope (1867)
Pour les autres navires du même nom, voir HMS Penelope.
Le HMS Penelope était un cuirassé à batterie centrale construit pour la Royal Navy à la fin des années 1860 et était considéré comme une corvette blindée. Il a été conçu pour des travaux côtiers avec un faible tirant d'eau, ce qui a gravement compromis ses performances à la voile. Achevé en 1868, le navire passa l'année suivante avec la flotte de la Manche avant d'être affecté au premier escadron de réserve en 1869 et devint le navire de la His Majesty's Coastguard de Harwich jusqu'en 1887.
Penelope fut mobilisé alors que les tensions avec la Russie montaient pendant la guerre russo-turque de 1877-1878 et a participé au Bombardement d'Alexandrie pendant la guerre anglo-égyptienne de 1882. Le navire est devenu un navire de réception en Afrique du Sud en 1888, puis une ponton-prison en 1897. Il a été vendu à la ferraille en 1912.

## Conception

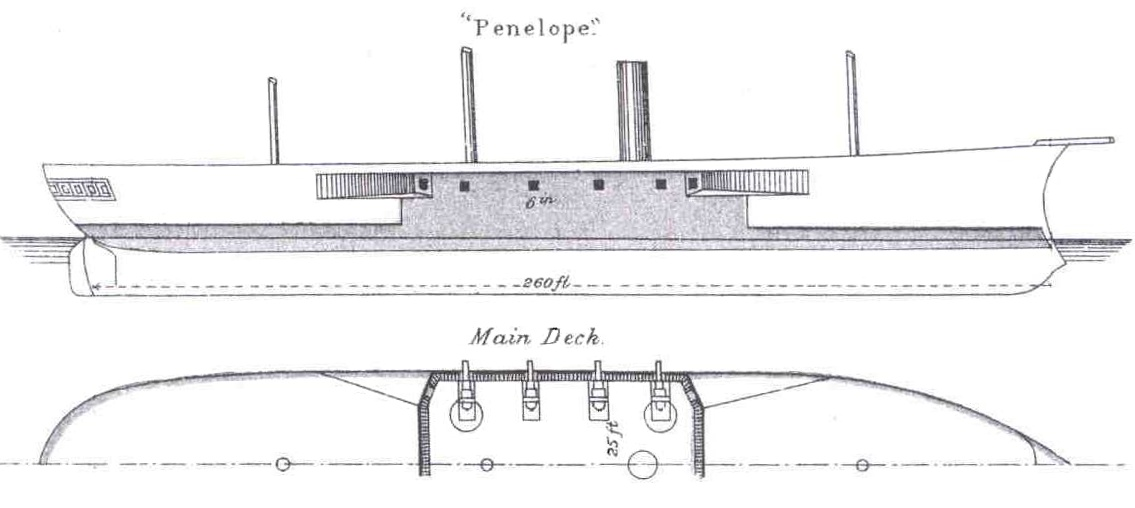
HMS Penelope

Pénélope était la dernière d'un groupe de trois corvettes blindées, dont la Favorite et le Pallas. Des trois, elle était la plus grande cylindrée et la seule entièrement en fer. Elle a également été le premier navire blindé à être équipé de deux hélices.
Penelope était équipé de deux moteurs à vapeur à 3 cylindres à bielle à rembobinage, entraînant chacun un seul arbre et développant au total 4.763 ch (3.503 kW), avec lesquels elle atteignait une vitesse de pointe de 12,76 nœuds (24 km/h). La vapeur était fournie par 4 chaudières. Le navire pouvait transporter un maximum de 500 tonnes de charbon, lui donnant une autonomie de 1.370 milles marins (2.540 km) à 10 nœuds (19 km/h). L'équipage du navire était composé de 350 officiers et membres d'équipage. Il était gréé comme un navire à 3 mâts et avait une surface de voilure de 1 695 m2.